# Altarme der Prießnitz

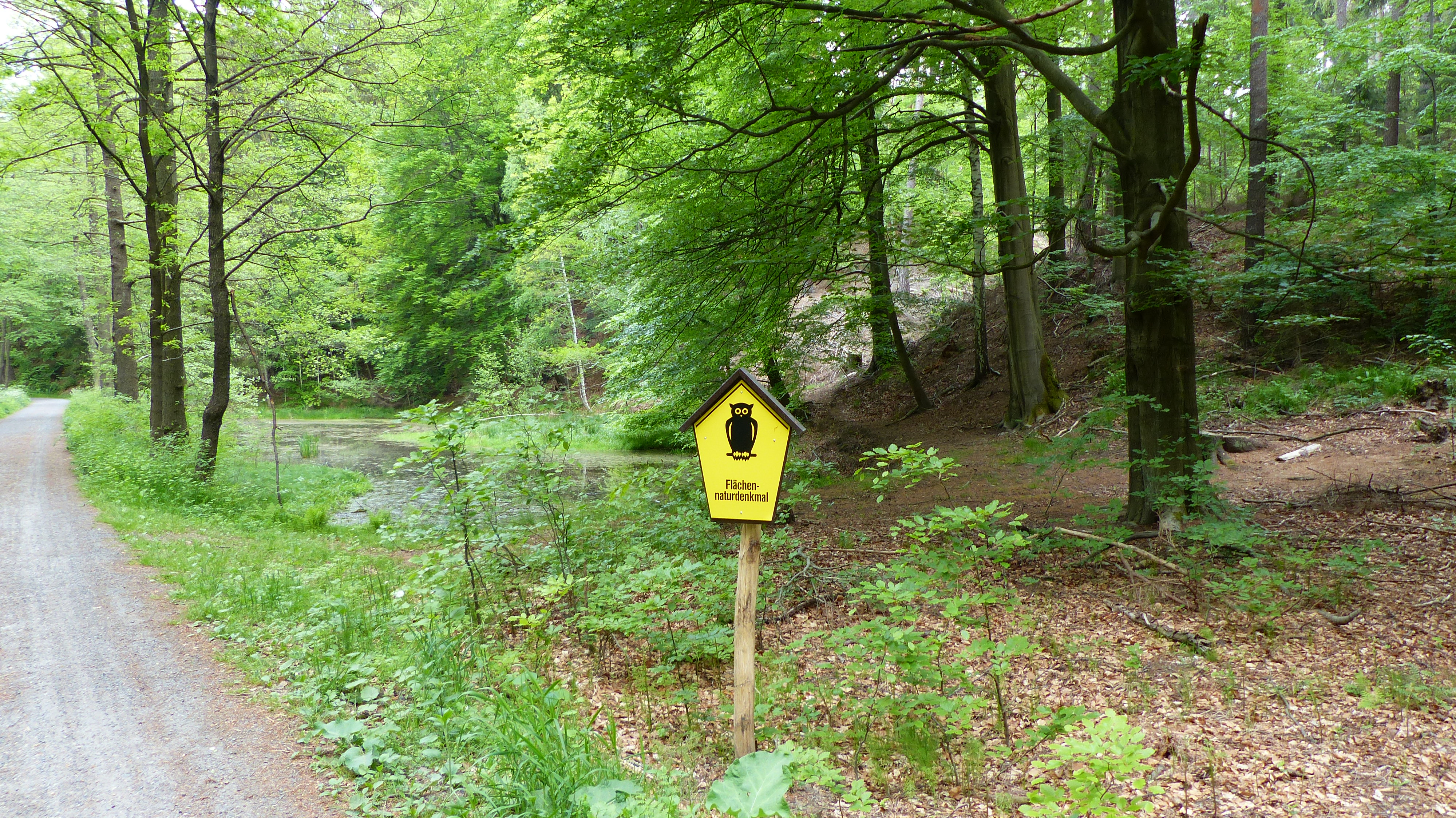
Flächennaturdenkmal Altarme der Prießnitz

Als Altarme der Prießnitz bezeichnet werden zwei insgesamt 3 Hektar große Flächen im Landschaftsschutzgebiet Dresdner Heide, die seit 1985 als gemeinsames Flächennaturdenkmal (ND 4) ausgewiesen sind. Da sie an der Prießnitz liegen, befinden sie sich größtenteils im 2002 eingerichteten FFH-Gebiet Prießnitzgrund.

## Geographie

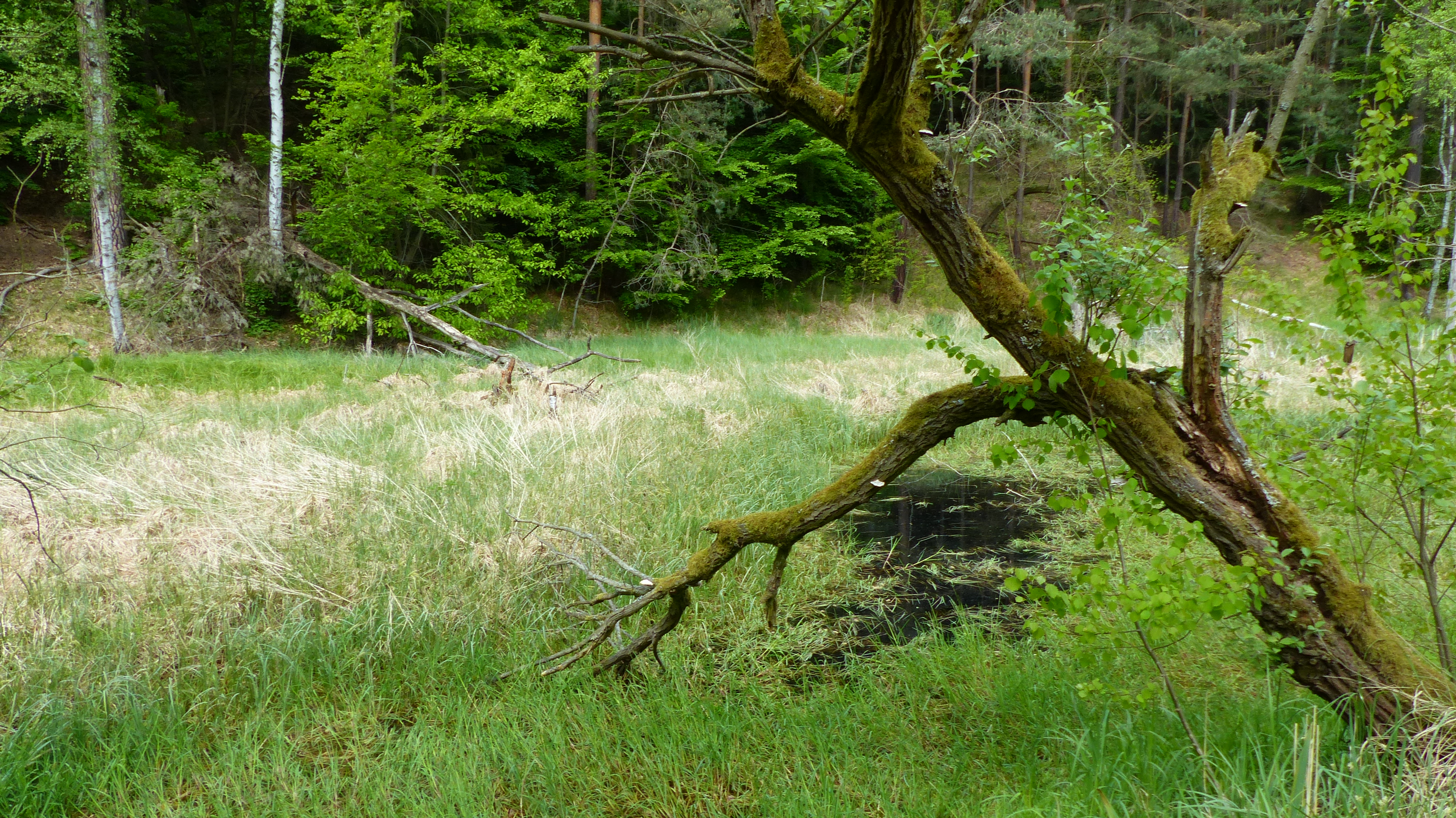
Pflanzengesellschaft im Schutzgebiet

Die größere der beiden Flächen liegt zentral in der Dresdner Heide, knapp 150 Meter nordwestlich von der Radeberger Landstraße (S 95), die die Heide in Nordost-Südwest-Richtung quert und die Radeberger Vorstadt in der Dresdner Neustadt mit Radeberg verbindet. Beim Staatsbetrieb Sachsenforst gehört dieses etwa 200 Meter flussabwärts der Heidemühle gelegene Schutzgebiet im Forstbezirk Dresden zum Revier Hofewiese, Forstabteilung 201.
Die kleinere Fläche befindet sich etwa 800 Meter flussaufwärts der Heidemühle, gut 1,3 km südwestlich von der größeren, im Sachsenforst-Revier Ullersdorf, Forstabteilung 42.
Im Umfeld dieses Flächennaturdenkmals finden sich weitere Naturdenkmale. Ausgehend von der größeren Fläche sind dies die Rehwiese Bühlau (rund 2 km südlich), das Böse Loch (etwa 600 Meter südwestlich), das Saugartenmoor (etwa 700 Meter westsüdwestlich), die Rotbuche Dresdner Heide (knapp 800 Meter ostnordöstlich) und die Kiefer Dresdner Heide (knapp 2 km ostsüdöstlich bzw. 500 Meter östlich vom kleineren Altarm-Areal). 

## Schutzgegenstand
Der Beschluss zur Unterschutzstellung erwähnte die Flächen als „Refugium einstmals in der Prießnitz verbreiteter Pflanzen- und Tierarten beschatteter saurer mesophiler Gewässer“. Beispielhaft genannt wurden die Wasserfeder (Hottonia palustris), Schwimmendes Teichlebermoos (Riccia fluitans) und Berchtolds Zwerg-Laichkraut (Potamogeton berchtoldii). In diesem Gebiet entwickeln sich sehr nährstoffreiche, torfhaltige Moorböden. Im August 2005 konnte die Schmetterlingsart Spanische Flagge (Euplagia quadripunctaria) am Wegsaum im Bereich des Flächennaturdenkmals nachgewiesen werden.